# Gérard Chauvy
Pour les articles homonymes, voir Chauvy.
Gérard Chauvy, né le 13 juillet 1952, est un journaliste français.
Il est l'auteur de plusieurs ouvrages qui concernent aussi bien l'histoire de Lyon, sa ville natale, que l'époque contemporaine. Il collabore régulièrement au Progrès et publie dans la revue Historia.

## Biographie
Son livre Aubrac, Lyon 1943 a suscité une vaste polémique. En relevant les nombreuses contradictions qui traversent les témoignages successifs de Raymond et Lucie Aubrac, il sous-entend que Raymond Aubrac a trahi la cause de la Résistance. Il s'appuie notamment sur les accusations portées par Klaus Barbie, qui a prétendu que Raymond Aubrac ayant travaillé pour ses services, aurait provoqué l'arrestation de Jean Moulin le 21 juin 1943. Daniel Cordier, ancien résistant, secrétaire de Jean Moulin, estime que « Chauvy apporte un éclairage déséquilibré, donc biaisé, sur cette affaire », tout en affirmant que son ouvrage est le fruit d'« un remarquable travail de chercheur ».
Lors de la parution de cet ouvrage, dix-neuf résistants ont fait publier, dans L'Événement du jeudi un appel intitulé Nous n’acceptons pas.... Lucie Aubrac déclare : « Une nouvelle fois, on essaie de salir la Résistance. On voit bien à qui tout cela profite ! ». Le couple célèbre de résistants a poursuivi en justice Chauvy, qui a été condamné pour « diffamation publique » par le Tribunal de grande instance de Paris, le 2 avril 1998.

## Publications
- avec Philippe Valode, la Gestapo française, Acropole, 2018, 480 p.  (ISBN 978-2-735704095)
- avec André Laroche, Dora, un déporté dans l'antre des fusées de Von Braun : De l'enfer à la Lune, Editions des Traboules, janvier 2016, 148 p.  (ISBN 978-2359160833)[6]
- Les archives de la police scientifique française, Hors Collection, 2013
- Hitler, le pouvoir et l'argent, Ixelles éditions, 2013
- Histoire sombre de la Milice, Ixelles éditions, 2012
- Le Drame de l'Armée française, Flammarion, 2010.
- Lyon. Les années 50, Éditions La Taillanderie, 2006.
- Lyon. Les années 60, Éditions La Taillanderie, 2005.
- Lyon criminel. Cent ans de crimes à Lyon, Éditions des Traboules, 2005.
- Lyon, 1940-1947. L'Occupation, la Libération, l'épuration, Perrin, 2004.
- Lyon. Les années 40, Éditions La Taillanderie, 2004.
- avec Guillaume Long (préface de Raymond Barre), Montchat. Regards sur l'histoire d'un quartier lyonnais, des origines à nos jours, Bellier, 2004.
- Les Acquittés de Vichy. Non-lieux et acquittements pour faits de résistance dans les procès de la Libération, Perrin, 2003.
- Lyon disparu, Éditions lyonnaises, 2003.
- Vichy en haute cour, Perrin, 2002.
- La Croix-Rouge dans la guerre, 1935-1947, Flammarion, 2000.
- La Malle sanglante, Fleuve noir, 1998.
- Aubrac, Lyon 1943, Albin Michel, 1997[7].
- Édouard Herriot (1872-1957) et le radicalisme triomphant, Éditions lyonnaises, 1996.
- Lyon, 40-44, Payot, 1993.
- Histoire secrète de l'Occupation, Payot, 1991.